# Kawa no nagare no yō ni
«Kawa no nagare no yō ni» (川の流れのように) "Como el fluir de un río" es el último sencillo editado por la cantante de música enka Hibari Misora, ya que murió poco después de su lanzamiento. Canción compuesta por Akira Mitake, con letra de Yasushi Akimoto. En una encuesta realizada por la cadena de televisión estatal NHK, hecha a todo lo largo y ancho de Japón, la votaron como la mejor canción de todos los tiempos. Casi todos los artistas que desean realizarle un tributo artístico a Hibari Misora la cantan.